# Haus Kreienhoop

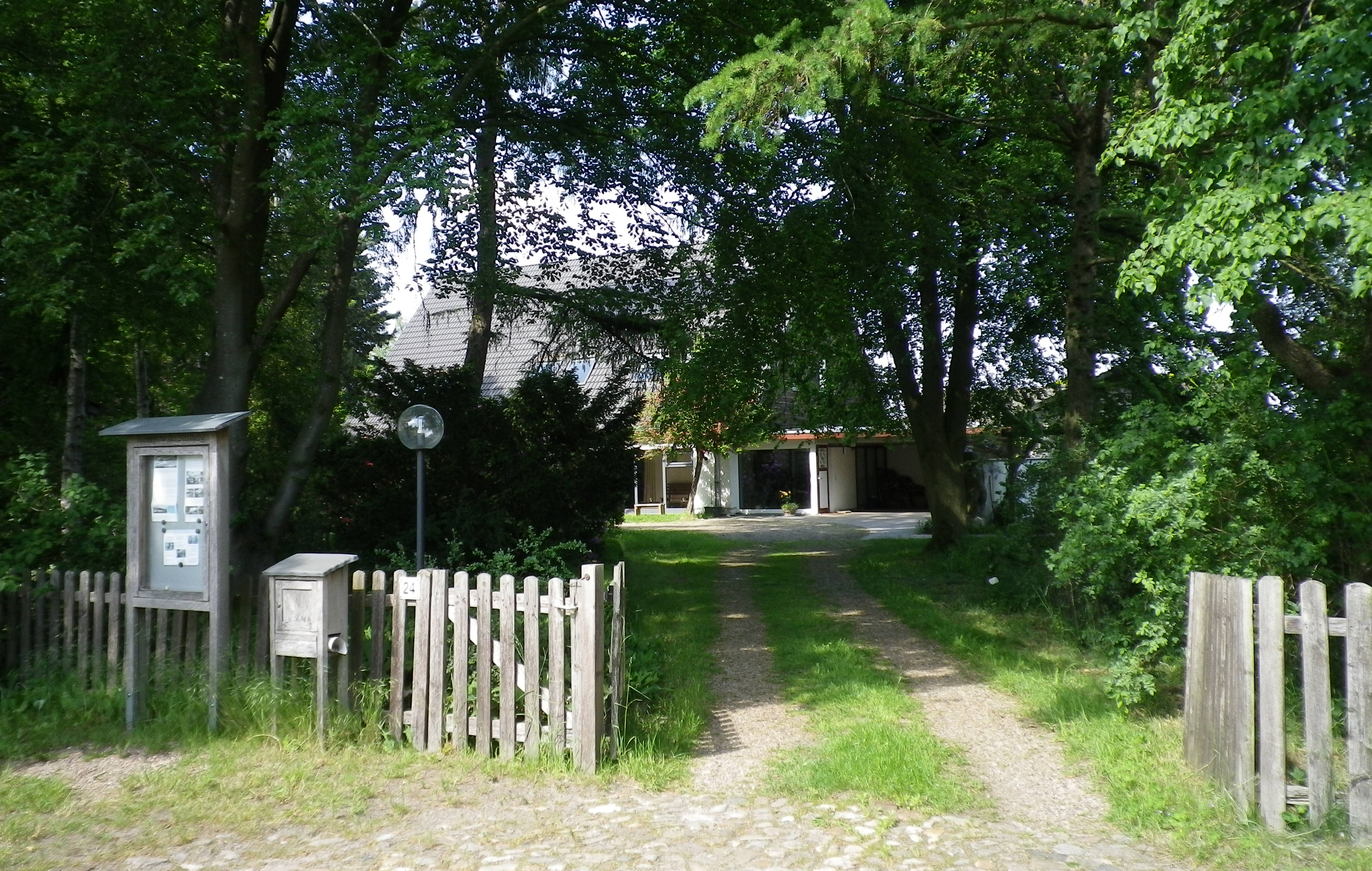
Kempowski Stiftung Haus Kreienhoop in Nartum

Haus Kreienhoop im niedersächsischen Dorf Nartum (Gyhum) war der Wohnsitz des Autors Walter Kempowski und ist heute Sitz der Kempowski Stiftung Haus Kreienhoop.

## Geschichte und Charakter
Walter Kempowski hat sein Haus Kreienhoop selbst entworfen und in mehreren Bauabschnitten in dem Dorf, in dem er von 1965 bis 1975 als Lehrer gearbeitet hatte, verwirklicht.
1981 fand ein erstes Literaturseminar in Haus Kreienhoop statt; 1983 der erste literarische Nachmittag.

Das Haus ist ein Ort, der den Anspruch des Autors versinnbildlichen soll: Innenhof, Saal, Pavillon und Turm, mit Büchergängen, Arbeitskabinetten, „Lotterecke“ und Veranda stehen für das Labyrinth, in dem sich Kempowski zurechtfinden musste. Hier hat Kempowski gelebt und gearbeitet und war das Archiv für unpublizierte Autobiographien untergebracht. Kempowski veranstaltete in dem Haus Literaturseminare, Tagungen und Autorentreffen. Er bezeichnete sein Domizil als „Sonnenbündelungshaus“, als „Raumstation“ und „Museum“.

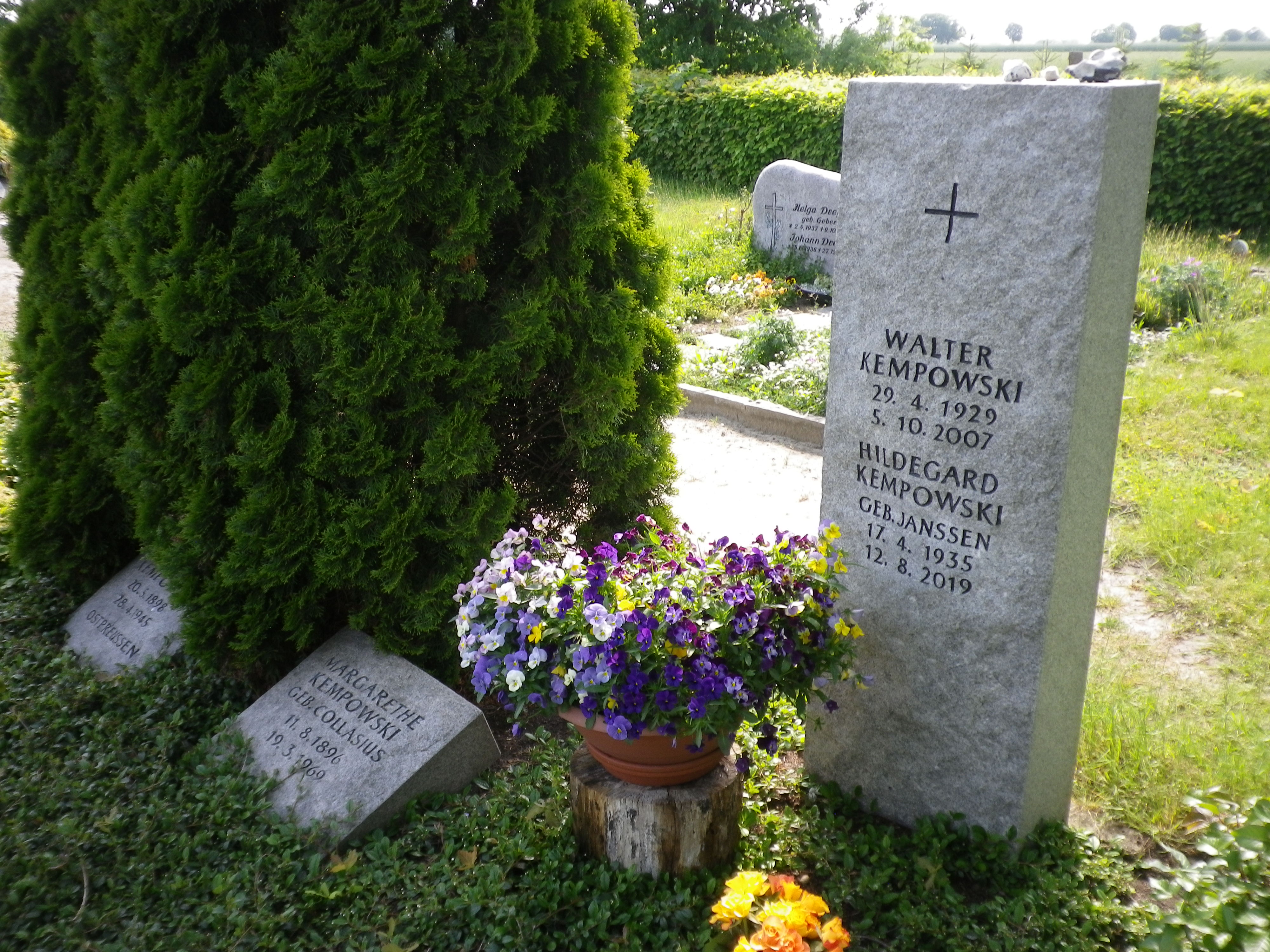
Grabstätte der Familie Kempowski in Nartum

Die Witwe des Autors, Hildegard Kempowski, lebte bis zu ihrem Tod im August 2019 in dem Haus. Sie widmete sich auch persönlich Besuchern der literarischen Nachmittage. Die Grabstätte der Familie Kempowski ist auf dem Dorffriedhof Nartum zu finden.

## Stiftung
Die Kempowski Stiftung Haus Kreienhoop wurde im Oktober 2005 von dem Schriftsteller Walter Kempowski gegründet. Sie möchte mit ihren Aktivitäten das gesellschaftliche Leben prägen und kulturelle Zukunft dauerhaft mitgestalten.
Die Kempowski Stiftung Haus Kreienhoop ist nach ihrem Gründer benannt. Mit Gründung der Stiftung, in die der Autor auch das Haus und den Naturgarten einbrachte, wollte Kempowski die in seinem Werk begründete Erinnerungskultur auch regional verankern und gleichzeitig die eindrucksvollen Nutzungsmöglichkeiten des gesamten Anwesens für die Öffentlichkeit erhalten.
Haus Kreienhoop war immer offen für Seminare, Autorentreffen und andere Veranstaltungen, die Kempowski zu Lebzeiten selbst begründete. Die Stiftung ist diesem Erbe verpflichtet. Kreienhoop ist auch in Zukunft ein öffentliches Haus – und damit ein Veranstaltungsort, an dem sich das kulturinteressierte Publikum begegnet.
Die Kempowski Stiftung Haus Kreienhoop hat ihren Sitz in dem niedersächsischen Dorf Nartum; sie ist beurkundet in der Freien und Hansestadt Hamburg.

## Veranstaltungen

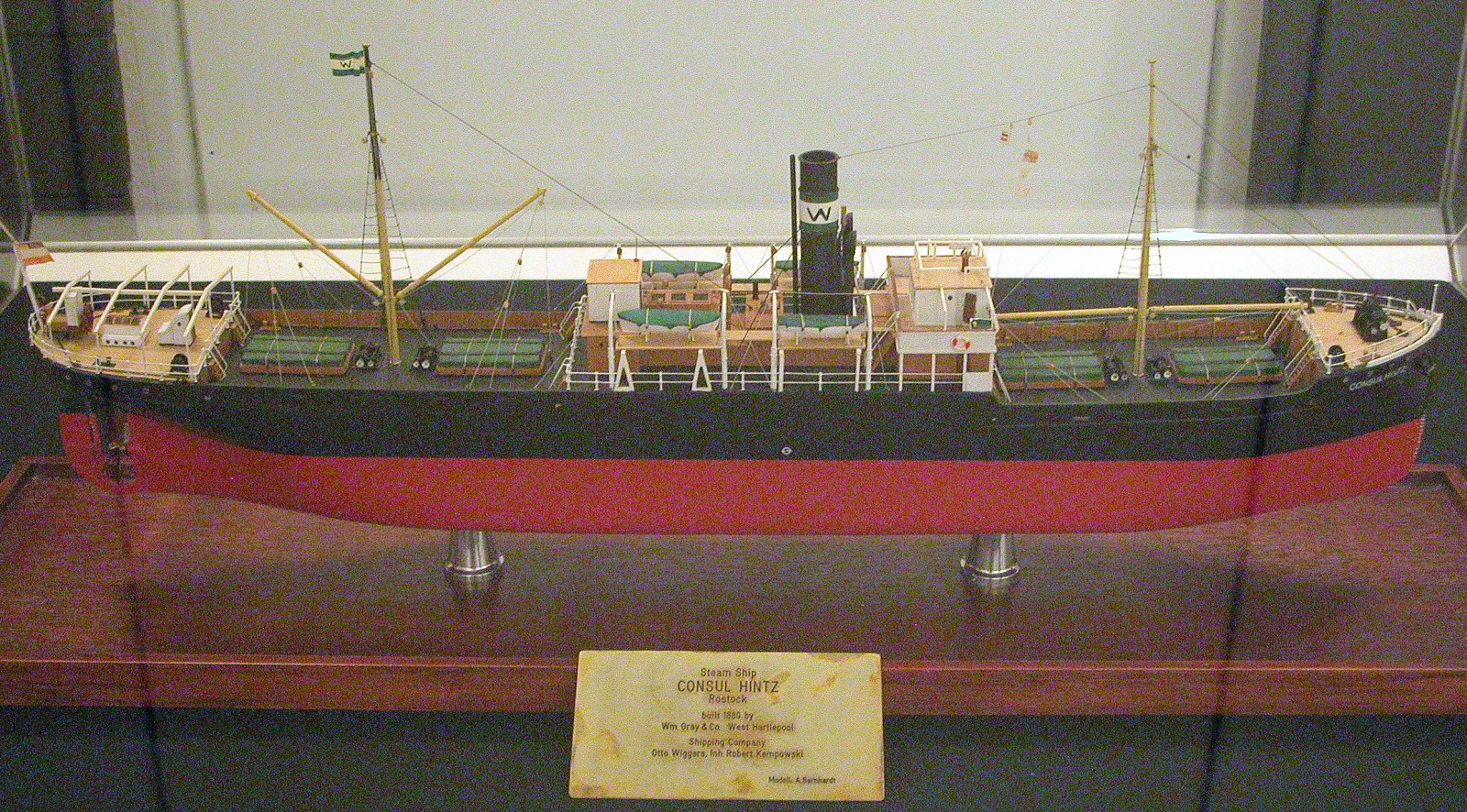
„Unser Konsul“. Das Schiffsmodell aus dem Roman und dem Fernsehfilm Tadellöser & Wolff befindet sich im Haus Kreienhoop.

Das Programmangebot der Kempowski Stiftung Haus Kreienhoop umfasst
- literaturwissenschaftliche und politikgeschichtliche Seminare
- Autorenlesungen
- Literaturnachmittage

Früher regelmäßig veranstaltete
- Musikabende

wurden nach dem Tod von Hildegard Kempowski nicht fortgesetzt.
Besucher können sich bei Führungen an sogenannten „literarischen Nachmittagen“ ein Bild von dem Umfeld machen, in dem der Autor arbeitete und lebte.